# Gornja Lastva
Gornja Lastva este un sat din comuna Tivat, Muntenegru. Conform datelor de la recensământul din 2003, localitatea are 6 locuitori (la recensământul din 1991 erau 13 locuitori).

## Demografie
În satul Gornja Lastva locuiesc 6 persoane adulte, iar vârsta medie a populației este de 54,7 de ani (31,5 la bărbați și 66,3 la femei). În localitate sunt 4 gospodării, iar numărul mediu de membri în gospodărie este de 1,50.
Populația localității este foarte eterogenă.
|  |

| Demografie | Demografie | Demografie |
| An         | Locuitori  | Locuitori  |
| ---------- | ---------- | ---------- |
|            |            |            |
|            |            |            |
|            |            |            |
|            |            |            |
| 1948       | 233        |            |
| 1953       | 186        |            |
| 1961       | 153        |            |
| 1971       | 94         |            |
| 1981       | 42         |            |
| 1991       | 13         | 13         |
| 2003       | 6          | 6          |

| \| Componența etnică conform recensământului din 2003[2] \| Componența etnică conform recensământului din 2003[2] \| Componența etnică conform recensământului din 2003[2] \| Componența etnică conform recensământului din 2003[2] \| Componența etnică conform recensământului din 2003[2] \| \| ----------------------------------------------------- \| ----------------------------------------------------- \| ----------------------------------------------------- \| ----------------------------------------------------- \| ----------------------------------------------------- \| \| \| \| \| \| \| \| Croați \| Croați \| \| 2 \| 33,33% \| \| Muntenegreni \| Muntenegreni \| \| 1 \| 16,66% \| \| necunoscută \| necunoscută \| \| 0 \| 0% \| |              |  |   |        |
| Componența etnică conform recensământului din 2003 |              |  |   |        |
| |              |  |   |        |
| Croați | Croați       |  | 2 | 33,33% |
| Muntenegreni | Muntenegreni |  | 1 | 16,66% |
| necunoscută | necunoscută  |  | 0 | 0%     |